# Mailhac
Pour l’article homonyme, voir Mailhac-sur-Benaize.
Mailhac  est une commune française située dans le nord-est du département de l'Aude, en région Occitanie.
Sur le plan historique et culturel, la commune fait partie du Minervois, un pays de basses collines qui s'étend du Cabardès, à l'ouest, au Biterrois à l'est, et de la Montagne Noire, au nord, jusqu'au fleuve Aude au sud. Exposée à un climat méditerranéen, elle est drainée par le Répudre, le ruisseau de Saint-Jean de Caps et par divers autres petits cours d'eau. La commune possède un patrimoine naturel remarquable composé d'une zone naturelle d'intérêt écologique, faunistique et floristique.
Mailhac est une commune rurale qui compte 585 habitants en 2022, après avoir connu une forte hausse de la population depuis 1975. Elle fait partie de l'aire d'attraction de Narbonne. Ses habitants sont appelés les Mailhacois et Mailhacoises.
Le patrimoine architectural de la commune comprend un immeuble protégé au titre des monuments historiques : l'Oppidum du Cayla, classé en 1961.

## Géographie
Commune située dans le Minervois, sur le Répudre. Elle est limitrophe du département de l'Hérault.

### Communes limitrophes
Les communes limitrophes sont Bize-Minervois, Pouzols-Minervois, Sainte-Valière, Aigne, Aigues-Vives et Oupia.
|                 | Aigues-Vives (Hérault) | Agel (Hérault) (par un quadripoint) |
| Aigne (Hérault) | Mailhac                | Bize-Minervois                      |
| Oupia (Hérault) | Pouzols-Minervois      | Sainte-Valière                      |

### Voies de communication et transports
La commune est desservie par la ligne 19 des Autobus de Narbonne.

### Hydrographie

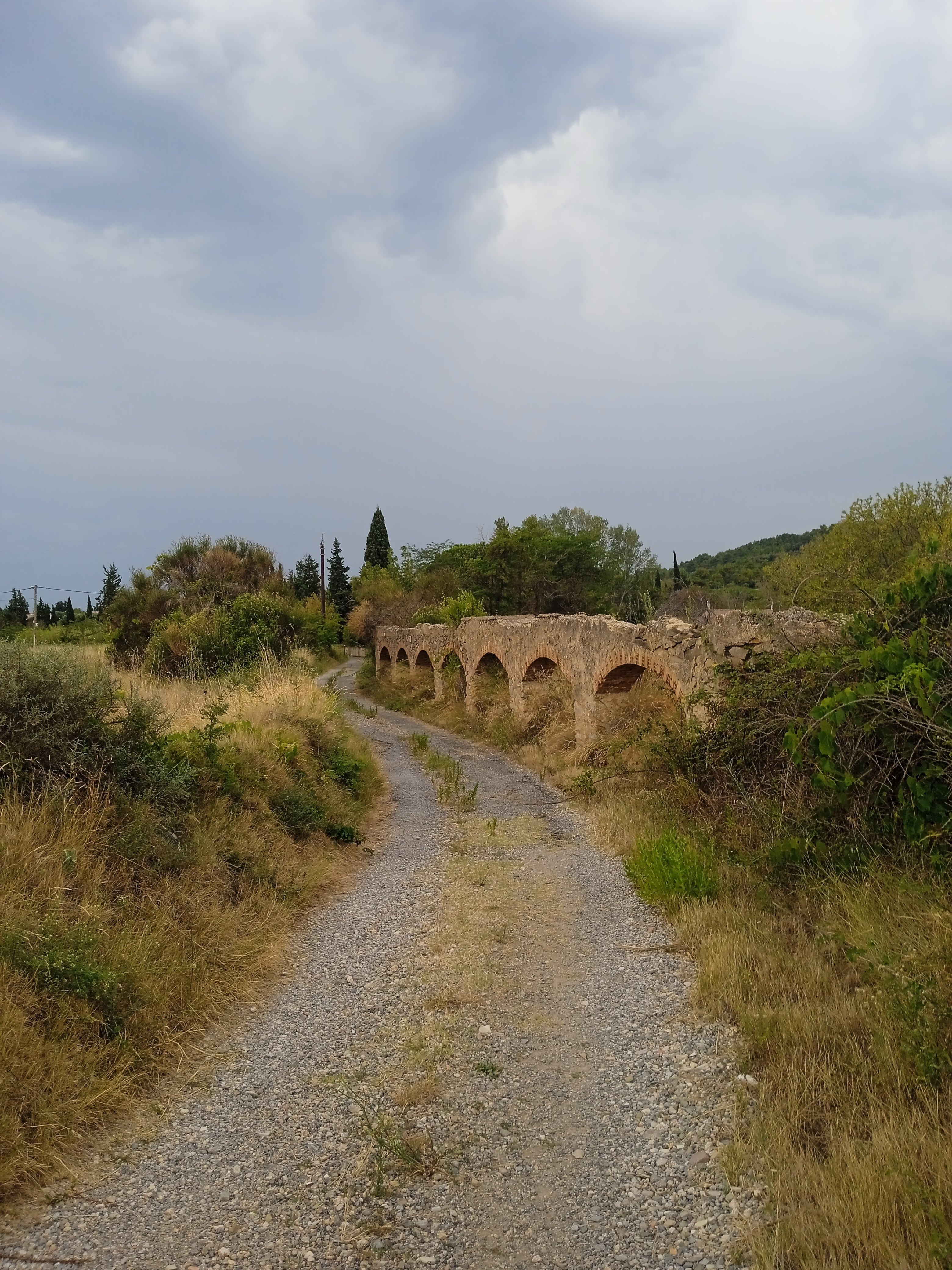
Aqueduc de Mailhac dit Le Traversant.

La commune est dans la région hydrographique « Côtiers méditerranéens », au sein du bassin hydrographique Rhône-Méditerranée-Corse. Elle est drainée par le ruisseau du Répudre, le ruisseau de Saint-Jean de Caps, le ruisseau de Bouissède, le ruisseau de Fontenille, le ruisseau de la Graviale, le ruisseau de Landure, le ruisseau de Saint-Pons, le ruisseau des Fourques, le ruisseau des Prats et le ruisseau des Roumanisses, qui constituent un réseau hydrographique de 17 km de longueur totale,.
Le Répudre, d'une longueur totale de 13,3 km, prend sa source dans la commune d'Aigne et s'écoule vers le sud. Il traverse la commune et se jette dans l'Aude à Paraza, après avoir traversé 5 communes.

### Climat
Pour des articles plus généraux, voir Climat de l'Occitanie et Climat de l'Aude.
En 2010, le climat de la commune est de type climat méditerranéen franc, selon une étude s'appuyant sur une série de données couvrant la période 1971-2000. En 2020, Météo-France publie une typologie des climats de la France métropolitaine dans laquelle la commune est exposée à un climat méditerranéen et est dans la région climatique Provence, Languedoc-Roussillon, caractérisée par une pluviométrie faible en été, un très bon ensoleillement (2 600 h/an), un été chaud (21,5 °C), un air très sec en été, sec en toutes saisons, des vents forts (fréquence de 40 à 50 % de vents > 5 m/s) et peu de brouillards.
Pour la période 1971-2000, la température annuelle moyenne est de 14,6 °C, avec  une amplitude thermique annuelle de 16,1 °C. Le cumul annuel moyen de précipitations est de 695 mm, avec 7,2 jours de précipitations en janvier et 3 jours en juillet. Pour la période 1991-2020 la température moyenne annuelle observée sur la station météorologique la plus proche, située sur la commune d'Argeliers à 7 km à vol d'oiseau, est de 15,8 °C et le cumul annuel moyen de précipitations est de 624,7 mm,. Pour l'avenir, les paramètres climatiques de la commune estimés pour 2050 selon différents scénarios d’émission de gaz à effet de serre sont consultables sur un site dédié publié par Météo-France en novembre 2022.

### Milieux naturels et biodiversité

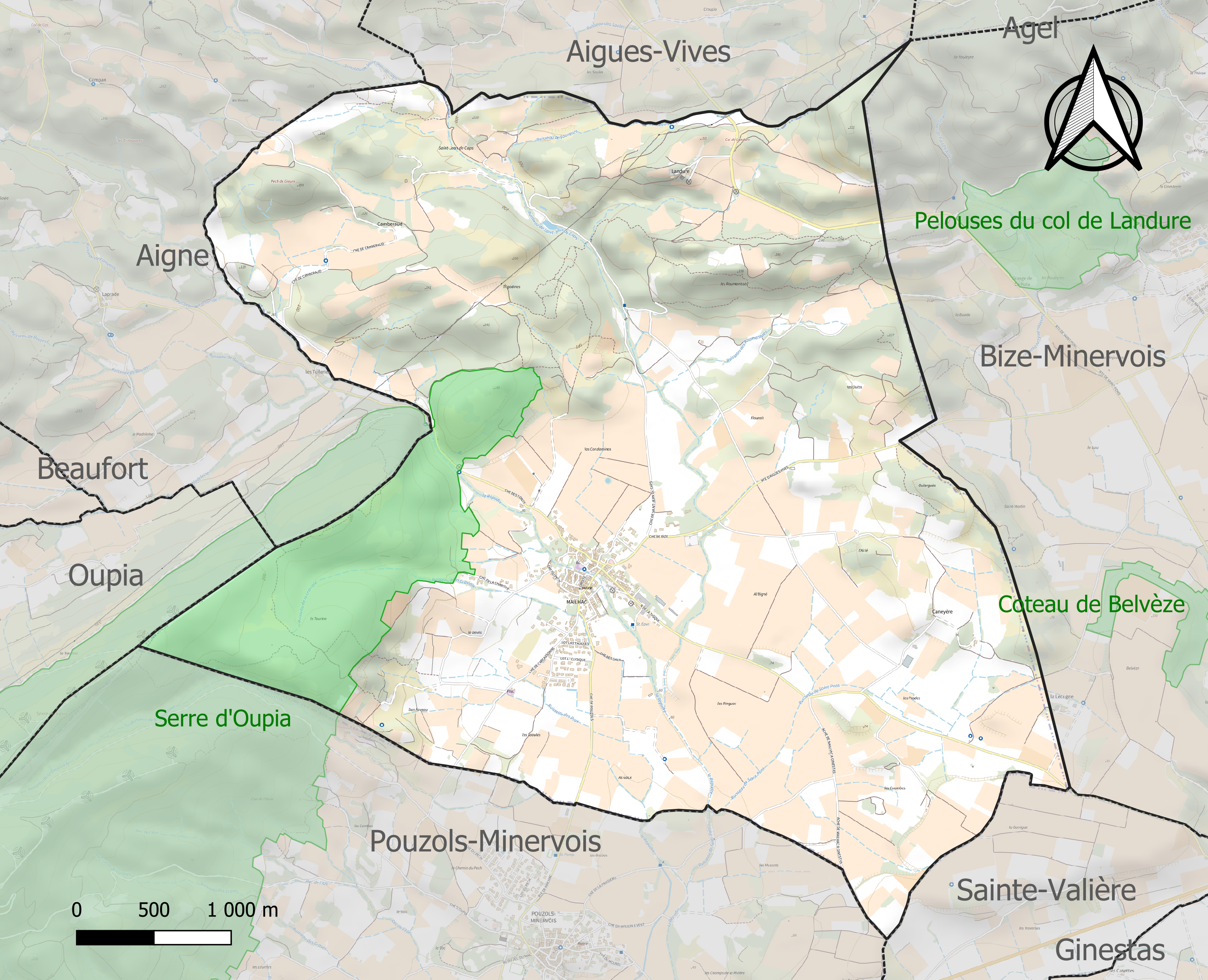
Carte de la ZNIEFF de type 1 localisée sur la commune.

L’inventaire des zones naturelles d'intérêt écologique, faunistique et floristique (ZNIEFF) a pour objectif de réaliser une couverture des zones les plus intéressantes sur le plan écologique, essentiellement dans la perspective d’améliorer la connaissance du patrimoine naturel national et de fournir aux différents décideurs un outil d’aide à la prise en compte de l’environnement dans l’aménagement du territoire.
Une ZNIEFF de type 1 est recensée sur la commune : la « serre d'Oupia » (745 ha), couvrant 4 communes dont 2 dans l'Aude et 2 dans l'Hérault.

## Urbanisme

### Typologie
Au 1er janvier 2024, Mailhac est catégorisée bourg rural, selon la nouvelle grille communale de densité à 7 niveaux définie par l'Insee en 2022.
Elle est située hors unité urbaine. Par ailleurs la commune fait partie de l'aire d'attraction de Narbonne, dont elle est une commune de la couronne,. Cette aire, qui regroupe 71 communes, est catégorisée dans les aires de 50 000 à moins de 200 000 habitants,.

### Occupation des sols
L'occupation des sols de la commune, telle qu'elle ressort de la base de données européenne d’occupation biophysique des sols Corine Land Cover (CLC), est marquée par l'importance des territoires agricoles (66,9 % en 2018), en diminution par rapport à 1990 (72,9 %). La répartition détaillée en 2018 est la suivante : 
cultures permanentes (48,9 %), milieux à végétation arbustive et/ou herbacée (19,9 %), zones agricoles hétérogènes (18,1 %), forêts (5,8 %), espaces ouverts, sans ou avec peu de végétation (4,9 %), zones urbanisées (2,4 %). L'évolution de l’occupation des sols de la commune et de ses infrastructures peut être observée sur les différentes représentations cartographiques du territoire : la carte de Cassini (XVIIIe siècle), la carte d'état-major (1820-1866) et les cartes ou photos aériennes de l'IGN pour la période actuelle (1950 à aujourd'hui).

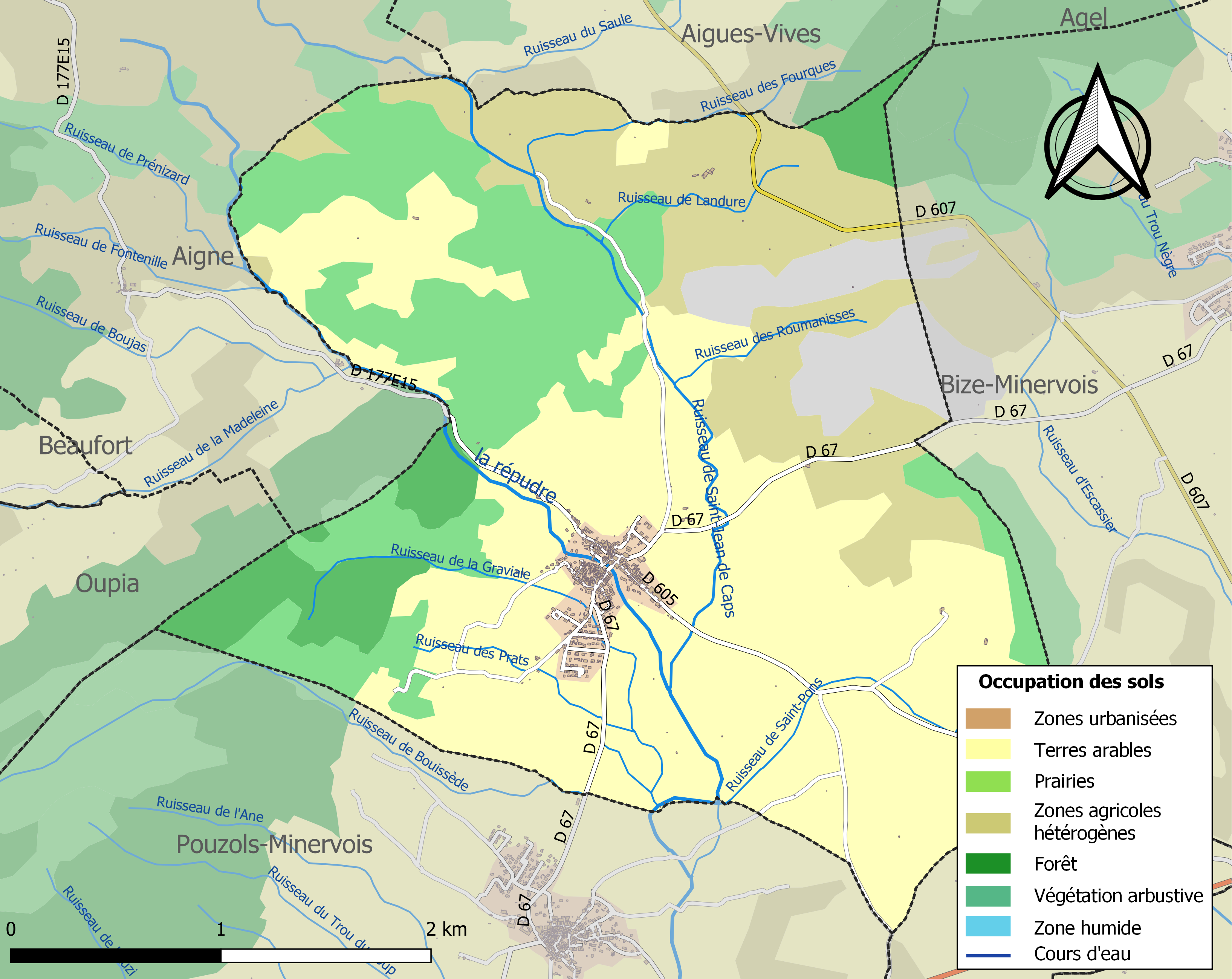
Carte des infrastructures et de l'occupation des sols de la commune en 2018 (CLC).

### Risques majeurs
Le territoire de la commune de Mailhac est vulnérable à différents aléas naturels : météorologiques (tempête, orage, neige, grand froid, canicule ou sécheresse), inondations, feux de forêts et séisme (sismicité faible). Il est également exposé à un risque particulier : le risque de radon. Un site publié par le BRGM permet d'évaluer simplement et rapidement les risques d'un bien localisé soit par son adresse soit par le numéro de sa parcelle.

#### Risques naturels
Certaines parties du territoire communal sont susceptibles d’être affectées par le risque d’inondation par débordement de cours d'eau, notamment le Répudre. La commune a été reconnue en état de catastrophe naturelle au titre des dommages causés par les inondations et coulées de boue survenues en 1982, 1992, 1994, 1996, 1997, 1999, 2002 et 2009,.

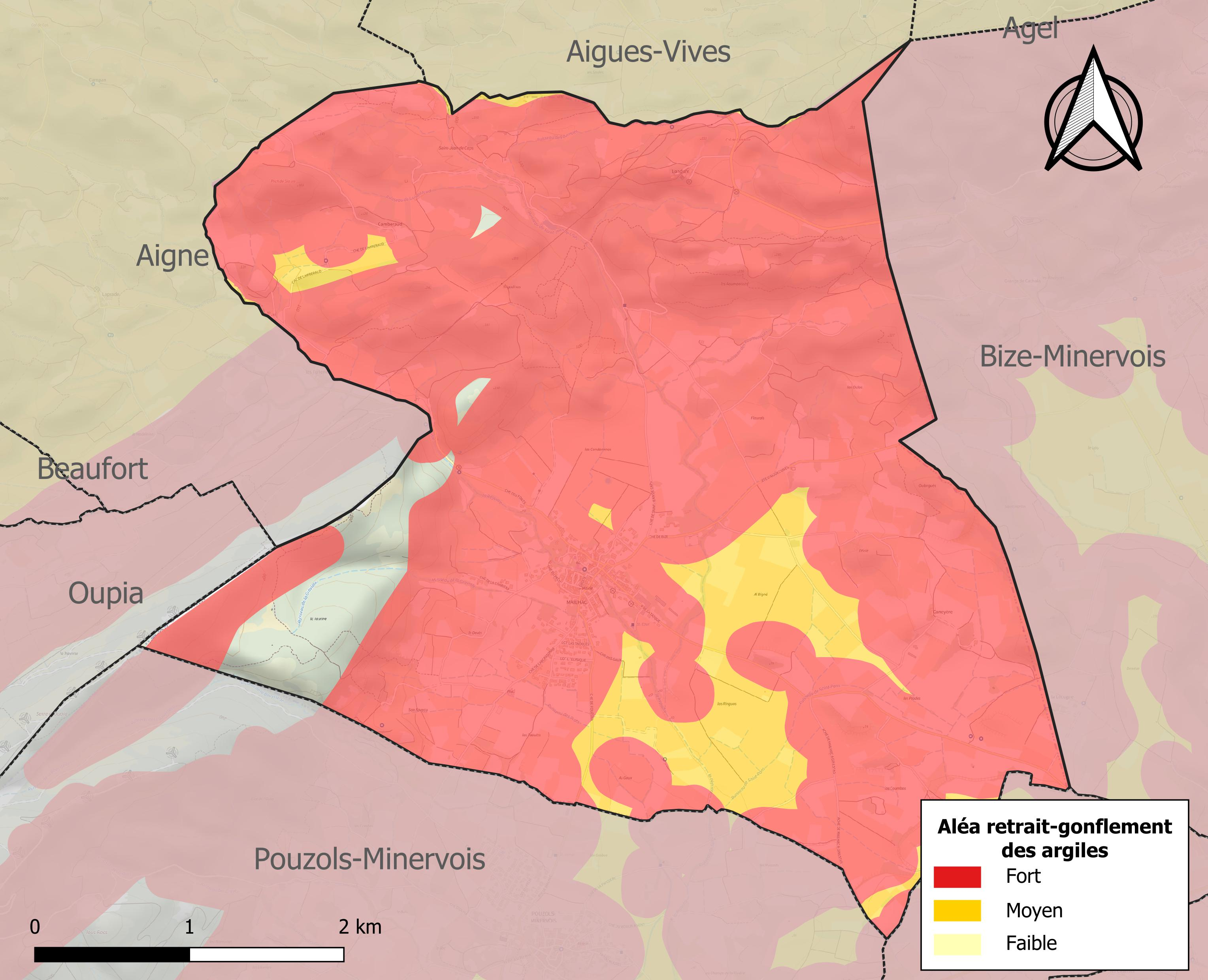
Carte des zones d'aléa retrait-gonflement des sols argileux de Mailhac.

Le retrait-gonflement des sols argileux est susceptible d'engendrer des dommages importants aux bâtiments en cas d’alternance de périodes de sécheresse et de pluie. 95,2 % de la superficie communale est en aléa moyen ou fort (75,2 % au niveau départemental et 48,5 % au niveau national). Sur les 314 bâtiments dénombrés sur la commune en 2019, 314 sont en aléa moyen ou fort, soit 100 %, à comparer aux 94 % au niveau départemental et 54 % au niveau national. Une cartographie de l'exposition du territoire national au retrait gonflement des sols argileux est disponible sur le site du BRGM,.

#### Risque particulier
Dans plusieurs parties du territoire national, le radon, accumulé dans certains logements ou autres locaux, peut constituer une source significative d’exposition de la population aux rayonnements ionisants. Certaines communes du département sont concernées par le risque radon à un niveau plus ou moins élevé. Selon la classification de 2018, la commune de Mailhac est classée en zone 2, à savoir zone à potentiel radon faible mais sur lesquelles des facteurs géologiques particuliers peuvent faciliter le transfert du radon vers les bâtiments.

## Histoire

### La période protohistorique
La colline du Cayla, au nord du village, a abrité une importante agglomération protohistorique, depuis la fin de l'âge du bronze
(probablement depuis la fin du XIe siècle avant notre ère). Ce village, dont la fouille (par Odette et Jean Taffanel) a permis de constituer un ensemble de référence archéologique pour le Sud de la France, a été occupé jusqu'au Ve siècle avant notre ère. Il a été, dans sa dernière période d'occupation, un important centre élisyque.
Au VIIe siècle, une interruption s'est produite dans l'occupation du site de hauteur. Des fouilles plus récentes (Thierry Janin, centre archéologique de Lattes) ont pu révéler la présence d'un habitat en plaine : Le Traversant, durant cette période de transition.
À ces occupations sont associées des nécropoles : du Moulin (IXe-fin VIIIe siècle avant notre ère) et du Grand Bassin (VIIe siècle avant notre ère). Il s'agit de nécropoles à incinération : les sépultures ont la forme de fosses rondes recouvertes d'une cercles de pierres. À l'intérieur, les cendres du défunt sont déposées dans une urne à même le sol avec de nombreux vases et objets de parure en accompagnement.

## Politique et administration

### Liste des maires
| Période                                  | Période       | Identité           | Étiquette          | Qualité                                                                                                 |
| ---------------------------------------- | ------------- | ------------------ | ------------------ | --- |
| 1965                                     | 2001          | Henri Bousquet     |                    | |
| mars 2001                                | juillet 2020  | Gérard Schivardi   | DVG, POI puis POID | Maçon Conseiller général du canton de Ginestas (2003-2009) Candidat à l'élection présidentielle de 2007 |
| juillet 2020                             | novembre 2021 | Jean-Claude Calvet |                    | Viticulteur                                                                                             |
| février 2022                             | En cours      | Serge Debled       |                    | Ancien major de gendarmerie                                                                             |
| Les données manquantes sont à compléter. |               |                    |                    | |

## Démographie
L'évolution du nombre d'habitants est connue à travers les recensements de la population effectués dans la commune depuis 1793. Pour les communes de moins de 10 000 habitants, une enquête de recensement portant sur toute la population est réalisée tous les cinq ans, les populations de référence des années intermédiaires étant quant à elles estimées par interpolation ou extrapolation. Pour la commune, le premier recensement exhaustif entrant dans le cadre du nouveau dispositif a été réalisé en 2005.

En 2022, la commune comptait 585 habitants, en évolution de +4,65 % par rapport à 2016 (Aude : +2,65 %, France hors Mayotte : +2,11 %).
| 1793 | 1800 | 1806 | 1821 | 1831 | 1836 | 1841 | 1846 | 1851 |
| ---- | ---- | ---- | ---- | ---- | ---- | ---- | ---- | ---- |
| 405  | 389  | 430  | 429  | 445  | 451  | 462  | 518  | 512  |

| 1856 | 1861 | 1866 | 1872 | 1876 | 1881 | 1886 | 1891 | 1896 |
| ---- | ---- | ---- | ---- | ---- | ---- | ---- | ---- | ---- |
| 554  | 619  | 662  | 593  | 625  | 685  | 604  | 622  | 664  |

| 1901 | 1906 | 1911 | 1921 | 1926 | 1931 | 1936 | 1946 | 1954 |
| ---- | ---- | ---- | ---- | ---- | ---- | ---- | ---- | ---- |
| 679  | 574  | 536  | 624  | 596  | 598  | 570  | 520  | 421  |

| 1962 | 1968 | 1975 | 1982 | 1990 | 1999 | 2005 | 2006 | 2010 |
| ---- | ---- | ---- | ---- | ---- | ---- | ---- | ---- | ---- |
| 481  | 449  | 403  | 358  | 310  | 373  | 390  | 397  | 473  |

| 2015 | 2020 | 2022 | - | - | - | - | - | - |
| ---- | ---- | ---- | - | - | - | - | - | - |
| 550  | 577  | 585  | - | - | - | - | - | - |

## Distinctions culturelles
Mailhac fait partie des communes ayant reçu l’étoile verte espérantiste, distinction remise aux maires de communes recensant des locuteurs de la langue construite espéranto.

## Économie

### Revenus
En 2018  (données Insee publiées en septembre 2021), la commune compte 221 ménages fiscaux, regroupant 490 personnes. La médiane du revenu disponible par unité de consommation est de 17 730 € (19 240 € dans le département).

### Emploi
| Division       | 2008   | 2013   | 2018   |
| -------------- | ------ | ------ | ------ |
| Commune        | 10,4 % | 16 %   | 8,2 %  |
| Département    | 10,2 % | 12,8 % | 12,6 % |
| France entière | 8,3 %  | 10 %   | 10 %   |

En 2018, la population âgée de 15 à 64 ans s'élève à 349 personnes, parmi lesquelles on compte 73,7 % d'actifs (65,4 % ayant un emploi et 8,2 % de chômeurs) et 26,3 % d'inactifs,. En  2018, le taux de chômage communal (au sens du recensement) des 15-64 ans est inférieur à celui de la France et du département, alors qu'en 2008 la situation était inverse.
La commune fait partie de la couronne de l'aire d'attraction de Narbonne, du fait qu'au moins 15 % des actifs travaillent dans le pôle,. Elle compte 65 emplois en 2018, contre 93 en 2013 et 62 en 2008. Le nombre d'actifs ayant un emploi résidant dans la commune est de 231, soit un indicateur de concentration d'emploi de 27,9 % et un taux d'activité parmi les 15 ans ou plus de 56,6 %.
Sur ces 231 actifs de 15 ans ou plus ayant un emploi, 47 travaillent dans la commune, soit 21 % des habitants. Pour se rendre au travail, 88,9 % des habitants utilisent un véhicule personnel ou de fonction à quatre roues, 0,4 % les transports en commun, 5,1 % s'y rendent en deux-roues, à vélo ou à pied et 5,6 % n'ont pas besoin de transport (travail au domicile).

### Activités hors agriculture

#### Secteurs d'activités
33 établissements sont implantés  à Mailhac au 31 décembre 2019. Le tableau ci-dessous en détaille le nombre par secteur d'activité et compare les ratios avec ceux du département,.
| Secteur d'activité                                                                                        | Commune | Commune | Département |
| Secteur d'activité                                                                                        | Nombre  | %       | %           |
| --- | ------- | ------- | ----------- |
| Ensemble                                                                                                  | 33      |         |             |
| Industrie manufacturière, industries extractives et autres                                                | 6       | 18,2 %  | (8,8 %)     |
| Construction                                                                                              | 2       | 6,1 %   | (14 %)      |
| Commerce de gros et de détail, transports, hébergement et restauration                                    | 12      | 36,4 %  | (32,3 %)    |
| Information et communication                                                                              | 1       | 3 %     | (1,6 %)     |
| Activités spécialisées, scientifiques et techniques et activités de services administratifs et de soutien | 5       | 15,2 %  | (13,3 %)    |
| Administration publique, enseignement, santé humaine et action sociale                                    | 3       | 9,1 %   | (13,2 %)    |
| Autres activités de services                                                                              | 4       | 12,1 %  | (8,8 %)     |

Le secteur du commerce de gros et de détail, des transports, de l'hébergement et de la restauration est prépondérant sur la commune puisqu'il représente 36,4 % du nombre total d'établissements de la commune (12 sur les 33 entreprises implantées  à Mailhac), contre 32,3 % au niveau départemental.

#### Entreprises
Les trois entreprises ayant leur siège social sur le territoire communal qui génèrent le plus de chiffre d'affaires en 2020 sont : 
- Minervois Recyclage, récupération de déchets triés (163 k€)
- Laboratoire Etomil, fabrication de produits azotés et d'engrais (160 k€)
- Pasmat, culture de la vigne (90 k€)

### Agriculture
La commune est dans la « Région viticole » de l'Aude, une petite région agricole occupant une grande partie centrale du département, également dénommée localement « Corbeilles Minervois et Carcasses-Limouxin ». En 2020, l'orientation technico-économique de l'agriculture  sur la commune est la viticulture.
|               | 1988 | 2000 | 2010 | 2020 |
| ------------- | ---- | ---- | ---- | ---- |
| Exploitations | 67   | 54   | 35   | 32   |
| SAU (ha)      | 542  | 532  | 358  | 353  |

Le nombre d'exploitations agricoles en activité et ayant leur siège dans la commune est passé de 67 lors du recensement agricole de 1988  à 54 en 2000 puis à 35 en 2010 et enfin à 32 en 2020, soit une baisse de 52 % en 32 ans. Le même mouvement est observé à l'échelle du département qui a perdu pendant cette période 60 % de ses exploitations,. La surface agricole utilisée sur la commune a également diminué, passant de 542 ha en 1988 à 353 ha en 2020. Parallèlement la surface agricole utilisée moyenne par exploitation a augmenté, passant de 8 à 11 ha.

## Culture locale et patrimoine

### Lieux et monuments
- Le site archéologique Taffanel.
- Église Saint-Paul-et-Saint-Serge de Mailhac.
- Église Saint-Jean-de-Caps de Mailhac.

### Personnalités liées à la commune
- Françoise du Saint-Esprit (1820-1882), religieuse et fondatrice d'ordre, vénérable de l'Église catholique.
- Le maire Gérard Schivardi, socialiste (ex PS), également conseiller général du canton de Ginestas, a été présenté le 18 novembre 2006 à la présidence de la République par le collectif des maires du Comité National pour la Reconquête des Services Publics et de la Démocratie, soutenu par le Parti des travailleurs, sous la dénomination « candidat de maires » (et non plus « candidats des maires » après un recours déposé par l'Association des maires de France). Il a obtenu 0,3 % des suffrages exprimés au 1er tour de l'élection au niveau national et 50,7 % dans sa commune.
- Pierre Bayle, céramiste (1945-2004).

### Héraldique
| Blason de Mailhac | Blason  | Fascé de gueules et de sinople aux deux crosses épiscopales d’or passées en sautoir brochant sur le tout, à la tour d’argent maçonnée de sable brochant sur le tout du tout. |
| Blason de Mailhac | Détails | Le statut officiel du blason reste à déterminer. |